# Twój dom wschodzącego słońca
Twój dom wschodzącego słońca – pełna dokumentacja nagrań z sesji nagraniowej Józefa Skrzeka zrealizowanej w DEOrecordings, studio z 1993 roku. Teksty utworów zostały napisane przez Juliana Mateja (1,3,5), Alinę Skrzek (7,11) oraz Grażynę Orlińską(9). Publikacja jest ujęta jako dziesiąta płyta z 20 płytowego boxu muzycznego dotyczącego twórczości Józefa Skrzeka zatytułowanego Viator 1973–2007, wydanego przez Metal Mind Productions.

## Muzycy
- Józef Skrzek – keyboards, perkusja,gitara, gitara basowa, harmonijka, śpiew

## Lista utworów
1. Twój dom wschodzącego słońca  04:23
2. Kolory promieni  03:39
3. Zbliż się do mego serca  07:54
4. Zaczarowane źródło  02:58
5. Nie godniśmy Panie stanąć  03:11
6. Powracająca nowina  03:39
7. O ziemio – dzieciom Śląska  06:45[3].
8. Tchnienia  04:55
9. Deszczowa Szeherezada  07:11
10. Magia światłości  03:11
11. Gdy wieczór już bliski  06:47
12. Roztoki strzeliste  04:44
13. Tym głębszy cień im jaśniejszy blask  05:55
14. Dom wschodzącego słońca  05:47 (utwór dodatkowy)
15. Luiza  03:43 (utwór dodatkowy)